# Сан-Кристобаль-де-ла-Вега
Сан-Кристобаль-де-ла-Вега (ісп. San Cristóbal de la Vega) — муніципалітет в Іспанії, у складі автономної спільноти Кастилія-і-Леон, у провінції Сеговія. Населення — 133 особи (2010).
Муніципалітет розташований на відстані близько 110 км на північний захід від Мадрида, 45 км на захід від Сеговії.

## Демографія
Динаміка населення (INE ):